# MARC - Museo archeologico cadorino
Il MARC - Museo Archeologico Cadorino ha sede a Pieve di Cadore, nello storico palazzo della Magnifica Comunità di Cadore.

## Storia
Un museo archeologico a Pieve di Cadore esisteva già dalla fine dell'Ottocento, e raccoglieva notevoli esempi di arte antica provenienti da tutto il territorio. Il destino per questa collezione fu infelice, venne infatti depredata dalle truppe austroungariche durante l'occupazione del Cadore nel 1917.
La svolta si ebbe negli anni Quaranta del '900, grazie all'archeologo Giovanni Battista Frescura: intuì la presenza di strutture ipogee in località Lagole di Calalzo. I primi scavi iniziarono nel 1949, con la collaborazione di Enrico de Lotto: venne scoperto un antico santuario paleoveneto, il quale, dalla quantità di reperti differenti ivi trovati, si comprese fosse un luogo comunitario, in cui ogni categoria di persone, dai contadini ai soldati, andava per lasciare le proprie offerte. La cospicuità dei resti permise l'apertura del nuovo museo già nel 1953 e i finanziamenti provenienti dalla Magnifica Comunità di Cadore permisero il prosieguo della campagna di scavo durante gli anni Cinquanta.

## Collezioni

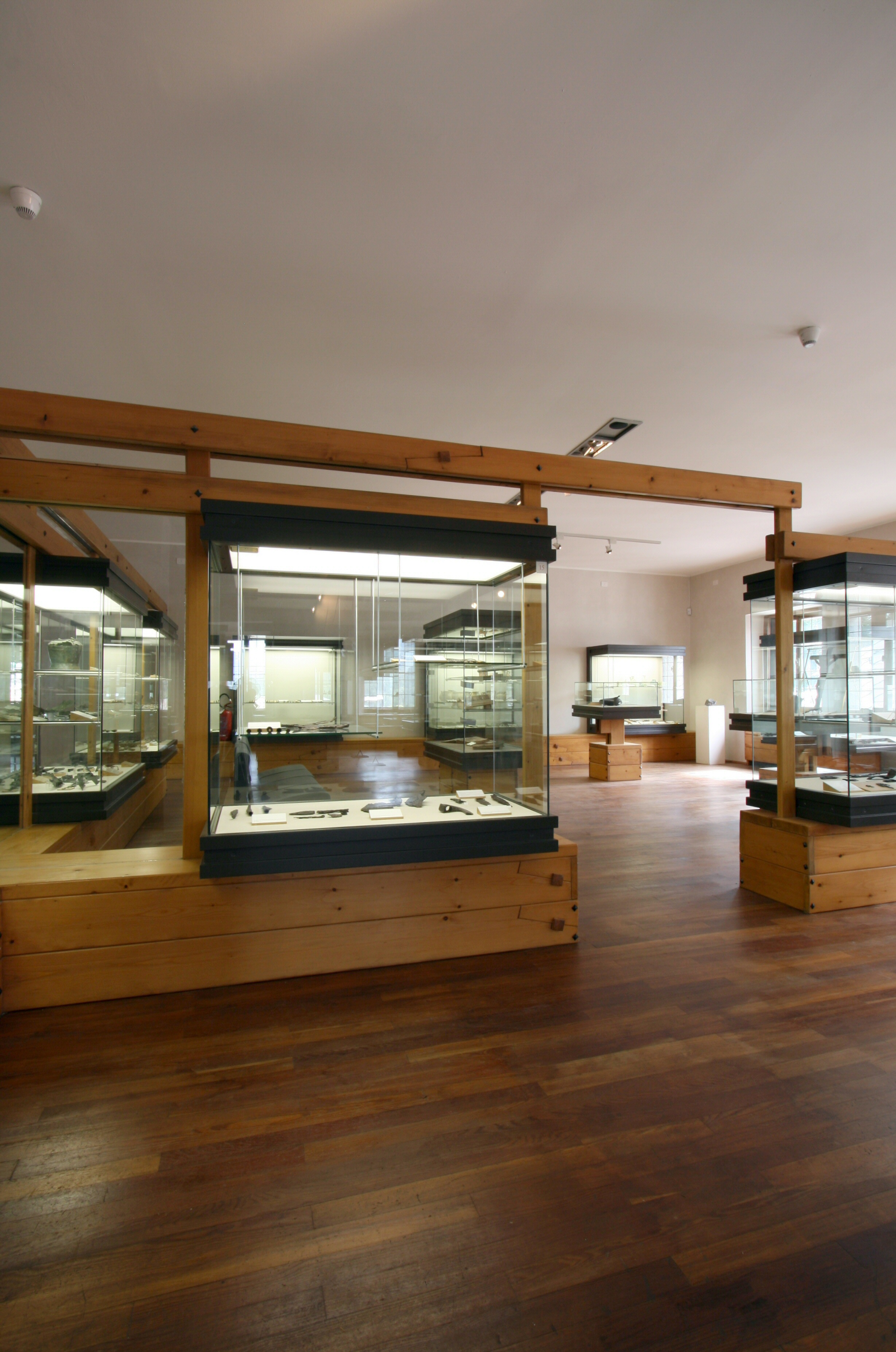
Veduta di una sala espositiva del museo.

La parte più cospicua della collezione del museo è rappresentata dai ritrovamenti di Lagole: statuette bronzee, armi, tintinnabulum e manici di vasi rituali con varie iscrizioni. La presenza dell'alfabeto antico è importante, poiché fa del museo cadorino uno dei principali centri di studio e documentazione della lingua venetica, assieme al Museo nazionale atestino di Este.
I reperti calaltini non sono i soli, con varie testimonianze di arte antica provenienti da tutto il Centro Cadore, in particolare del territorio che va da Valle di Cadore a Domegge di Cadore, molti aggiunti tra gli anni Sessanta e gli anni Settanta.
Altro elemento di indubbio interesse è il pavimento mosaicato di epoca romana: ritrovato a Pieve durante la costruzione della nuova sede municipale nel 1954, fu rimosso e collocato qui. La villa a cui apparteneva, datata al III secolo, presentava un peculiare sistema di riscaldamento a ipocausto; una struttura simile, in provincia di Belluno, si può tuttora osservare nell'area archeologica sottostante al sagrato del Duomo di Feltre.